# Szomszédok (második évad)
A Szomszédok című teleregény-sorozat 2. évadát 1988. január 14. és december 29. között sugározta a Magyar Televízió. Az évad 26 epizódból állt, mivel az egyes részek kéthetente követték egymást végig az egész év folyamán. A teljes sorozat alatt az epizódok sorszámozása (címe) folytatólagos, így a 2. évad első epizódja a "19. fejezet" címet viseli, az utolsó címe pedig a "44. fejezet". 19. résztől kezdődően a sorozat epizódjait nem részeknek, hanem fejezeteknek nevezték az alkotók, a szó megjelent a sorozat főcímében is. A 20. fejezettől kezdődően az epizódokat arab számokkal sorszámozták, előtte római számokat használtak.
A történet során továbbra is a Vágási-, Takács- és Mágenheim-család élete állt a középpontban, sok fontos mellékszereplővel kiegészítve.

## Az évad története
A Szomszédok második évadjában a lakók már megszokták új otthonaikat. Ki jobban, ki kevésbé jól berendezkedett.
Vágásiék, egy fiatal nyomdász-tanárnő házaspár élnek az emelet legkisebb lakásában. Jutka már túltette magát előző évi vetélésén, és várja az újabb kisbabát. Tavasszal kibékültek Jutka szüleivel, akik korábban nem nézték jó szemmel, hogy a lányuk egy állami gondozotthoz ment feleségül. Jutkának sikerült megtalálnia Feri állítólagos szüleit, gazdálkodó apját és kissé iszákos, mentális zavarokkal küzdő anyját - habár nem tudják bizonyítani a vérségi viszonyt. Emiatt inkább kedves ismerőseiknek tekintik Gáspár bácsit és Margit nénit. Gáspár révén Jutka nyáron tábort tudott szervezni vidékre, tanyára. Év közben Feri másodállás után nézett, előbb fizikai munkát vállalt, de az tönkretette a kezét ezért egy kis nyomdában vállalt jobban jövedelmező és könnyebb állást. Év végén Margit kórházba került, ahonnan kénytelenek voltak felhozni Budapestre, mivel az asszonynak se pénze, se tüzelője nem volt vidéki házában.
Mágenheimék, akik egy mentőorvos-kozmetikus házaspár egy tinédzser lánnyal, nem élnek könnyen. Juli szalont nyitott üzlettársával, Gábor Gáborral, ám a szalon nem megy túl jól, Gábornak is néha gyanús vagy pusztán csak bukásra ítélt üzletei vannak, ráadásul harmadik társuk külföldre szökik a pénzükkel, miközben állítólag gyereket vár Gábortól. Ádám kiváló orvos, de mivel nem fogad el hálapénzt, ezért anyagilag rosszul állnak és a pár sokat veszekszik Ádám „nóügyei” miatt is. Az orvos igen népszerű a nők körében, egy korábbi betege, Ágnes kimondottan üldözi őt szerelmével, amit a féltékeny Juli nehezen visel. Az állandó családi perpatvarokat lányuk, Julcsi is rosszul viseli, jegyei leromlanak, sokat panaszkodik nagyanyjának, Etusnak. Etus sokszor segít a családon, anyagi lehetőségei kicsit jobbak, autót is vesz nekik. Ezt a helyzetet megoldandó Ádám kiküldetést vállal Jemenbe 2 évre, ami anyagilag rendbe hozná a családot. Ám indulás előtt megtudja, Juli ismét gyereket vár, és emiatt megváltoztatja terveit. A kislány novemberben megszületik és úgy tűnik, Ádám és Juli végleg kibékültek.
Takácsék egy nyugdíjas sofőr-bolti eladó házaspár, akik felnőtt unokájukkal, a stewardess Almával élnek egy nagy lakásban. Alma kiválóan beszél nyelveket, sikeres idegenvezetőből egy főnökével való félresiklott kapcsolata miatt váltott a repülésre. Egy repülőúton ismerkedett meg Jánossal, az erdésszel, akivel rövid időn belül egy párt alkottak. Takács bácsi és Lenke néni egyaránt némi mellékessel próbálják kiegészíteni szerény nyugdíjukat. Taki bácsi autószerelő műhelyben maszekol és hobbiból karénekel, illetve visszajár korábbi munkahelyére, a Magyar Rádióba, sofőrködni. Lenke néni a lakótelepi ábécében dolgozik kisegítőként, ahol az üzletvezető régi munkatársa. Lenke néni bár imádja a munkáját, már nehezebben viseli, hogy a változó, rosszabbodó gazdasági helyzet miatt sok a goromba vevő, tolvajok jelennek meg az üzletben sőt, betörés is történik. Emiatt hol kilép a munkából, hol visszamegy. Nyáron sor kerülne Alma és János esküvőjére, ám a terveket keresztülhúzza, hogy Alma anyja és apja, az NDK-ból az esküvőre utazva halálos autóbalesetet szenvednek. Az elmaradt esküvő ellenére Almáék házépítésen gondolkodnak, ám a telkükről kiderül, hogy építési tilalom alá esik, a pénzükkel pedig majdnem meglóg az építész segédje, így egyelőre ezt a tervüket is elnapolják. Decemberben azonban úgy döntenek, „titokban” összeházasodnak, hogy ne okozzanak újabb anyagi gondot a nagyszülőknek.

## Alkotók
- Írók: Zimre Péter, Polgár András
- Rendezők: Bujtás János, Horváth Ádám

## Szereplők

### Főszereplők
- Vágási Ferenc, nyomdász - Nemcsák Károly
- Vágásiné Szőllősy Judit, tanárnő - Ivancsics Ilona
- Takács István (Taki bácsi), nyugdíjas sofőr - Zenthe Ferenc
- Takácsné Lenke néni - Komlós Juci
- Niski Alma, stewardess, Takácsék unokája - Fehér Anna
- dr. Mágenheim Ádám, mentőorvos - Kulka János
- dr. Mágenheimné Szikszay Júlia, kozmetikus - Frajt Edit
- Mágenheim Julcsi, Mágenheimék lánya - Ábel Anita

### Főbb mellékszereplők
- Szikszay Etus, keramikus, Mágenheimné anyja - Csűrös Karola
- Gábor Gábor, vállalkozó, Mágenheimné főnöke - Koltai János
- Szelényi János, erdőmérnök, Alma udvarlója - Trokán Péter
- Sümeghy Oszkár, nyugdíjas operaénekes - Palócz László
- Böhm József, gondnok - Máriáss József

### Egyéb mellékszereplők
Lásd még: A Szomszédok mellékszereplőinek listája
Vágásiék ismerősei:
- Báthori Béla bácsi, tanár, Vágási Jutka kollégája - Both Béla
- Hável Imre, iskolaigazgató, Jutka főnöke - Kiss Gábor
- dr. Szőllősy Pál, fogorvos, Vágási Jutka apja - Szatmári István
- dr. Szőllősyné Zsuzsa, szemész, Vágási Jutka anyja - Bánki Zsuzsa
- Vilma, tanárnő, Jutka kolléganője - Gór Nagy Mária
- Ottlakán Géza, Vágási kollégája - Horváth Sándor
- Kenéz elvtárs, nyomdász, Feri főnöke - Bodor Tibor
- Vágási Margit, Feri anyja - Hacser Józsa
- Mariann, dr. Szőllősy asszisztense - Tordai Teri
- Béres Gáspár, Feri apja - Fekete Tibor
- Béres Erzsébet, Feri húga - Zentay Lilla

Mágenheimék ismerősei:
- Mara, fodrász, Mágenheimné kolléganője - Málnai Zsuzsa
- Klarissza, társasági hölgy, Mágenheimné ügyfele - Incze Ildikó
- dr. Nagy Éva, orvos, Mágenheim kollégája - Simorjay Emese
- dr. Virágh, orvos, Etus udvarlója - Kézdy György
- Karakas Ágnes, építész, Ádám zaklatója - Földesi Judit
- László, mentőápoló, Ádám kollégája - Koroknai Géza
- Iván, Julcsi udvarlója - Németh Gergely
- Gitta, fodrász Juliék szalonjában - Kökényessy Ági

Takácsék ismerősei:
- Dénes bácsi, erdész, Szelényi kollégája - Kun Vilmos
- Magdi, stewardess, Alma kolléganője - Bencze Ilona
- Szedlák Kálmán, nyugdíjas, Taki bácsi volt kollégája - Fillár István
- Madarasi Bandi, boltvezető, Lenke néni főnöke - Dobránszky Zoltán
- Veres József, Taki bácsi maszek főnöke - Kautzky József
- Bakonyi elvtárs, János rosszakarója - Kiss Jenő
- Bakonyi fia - Láng Balázs
- Zsóka, János volt felesége - Dőry Virág
- Kolonits Sándor, építész - Szabó Sándor
- Farkas, Kolonits segédje - Székhelyi József
- Hosszú Tamás, pilóta, Alma kollégája - Csernák János
- Lovas Viktor, ügyvéd - Mihályi Győző
- az erdőgazdaság vezetője, János főnöke - Ujlaky László

Egyéb:
- Góliát, vendég egy presszóban - Csányi János
- Valerie, Sümeghy unokahúga az Egyesült Államokból - Soo Garay (a stáblistán Sue Garay)

## A 2. évad fejezetei
| 1. | 19. fejezet | Bujtás János | Zimre Péter   | 1988. január 14.     |  |  |  |
| Vágási Jutka iskolájában az egyik diák aggódik, hogy családi problémák miatt nevelőintézetbe kerül. Feri szerint, aki maga is nevelőintézetben nőtt fel, ez nem olyan nagy probléma. Etus meglepi Mágenheiméket egy soproni hétvégével, de miután a pár elindult kiderül, hogy Julcsinak mandulagyulladása van. A túl gyakran telefonálni akaró Sümeghyt Etus kidobja a lakásból. Takácséknál Taki bácsi nem nézi jó szemmel, hogy Lenke néni részmunkaidős állást vállalt a helyi boltban, Lenke néni pedig Alma új udvarlóját, Szelényi Jánost nézi rossz szemmel, különösen, amikor a férfi Takácséknál tölti az éjszakát is, a kanapén. |             |              |               |                      |  |  |  |
| |             |              |               |                      |  |  |  |
| 2. | 20. fejezet | Horváth Ádám | Zimre Péter   | 1988. január 28.     |  |  |  |
| Taki bácsi ülnökként közlekedési ügyben segíti a bíróság munkáját, ahol sikerül elérnie, hogy egy buszsofőr vádlott enyhébb büntetést kapjon. Lenke néni kezd megbarátkozni Jánossal, Alma udvarlójával. Mágenheim Julcsi manduláját műtik. A kórházban Ágnes, aki korábban Mágenheim doktort ostromolta szerelmével, felismeri Julit, mint a doktor feleségét. Gábor Gábor pénzt akar szerezni Julitól, de az asszony nem ad, kölcsönösen zsarolni kezdik egymást. Vágási Feri megpróbálja meggyőzni Ottlakánt, idős kollégáját, hogy az végezzen el egy fontos tanfolyamot.A egyik lakótelepi házban eltűnik egy gyerek. miután az egész ház őt keresi és már körözést is kiadtak, megtalálják a ház közös helyiségében. |             |              |               |                      |  |  |  |
| |             |              |               |                      |  |  |  |
| 3. | 21. fejezet | Horváth Ádám | Zimre Péter   | 1988. február 11.    |  |  |  |
| Jutka titokban leutazik Békéscsabára, mivel úgy tűnik, a Vöröskereszt megtalálta Feri anyját. Ferinek fáj a foga, ezért elmegy apósához, aki fogorvos, de mivel későn ér oda, tévedésből páciensnek nézik és elküldik. Julcsit hazaengedik a kórházból és Ágnes vele üzen Mágenheim doktornak. Juli ismét elkezd féltékenykedni. János influenzás lesz és Takácséknál lábadozik, Lenke néni szigorú felügyelete alatt. |             |              |               |                      |  |  |  |
| |             |              |               |                      |  |  |  |
| 4. | 22. fejezet | Horváth Ádám | Polgár András | 1988. február 25.    |  |  |  |
| Alma és János közös esti programját tönkreteszi az időjárás, Alma Prágában ragad. Vágási Feri és kollégái kiharcolják, hogy munkaidőben mehessenek véradásra. A ház közös helyiségébe drogosok fészkelték be magukat. Mire Böhm kihívja a rendőröket, a drogosok eltűnnek, és a helyükön Vágási Ferit találják, aki mivel otthon felejtette a lakáskulcsot, ott heveredett le pihenni. Mivel az ő karján is tűszúrásnyom van, drogosnak nézik. Mágenheim Julcsi szívességből elvisz egy levelet egy ismeretlen lakónak, aki megpróbálja őt beráncigálni a lakásába. Etust, miközben betegen fekszik, meglátogatja régi kérője, Virágh doktor. |             |              |               |                      |  |  |  |
| |             |              |               |                      |  |  |  |
| 5. | 23. fejezet | Horváth Ádám | Polgár András | 1988. március 10.    |  |  |  |
| Feri meglátja, ahogy Jutka puszival búcsúzik a vöröskeresztes nyomozótól és arra jut, hogy Jutka megcsalja őt. Emiatt berúg és megvádolja a feleségét. Juli és Ádám színházba készülnek, de Ádámot balesethez hívják, ezért elkésik, aminek Juli ismét nem örül. János életében felbukkan első felesége, ami kis feszültséget okoz közte és Alma közt. János az erdőben a céllövést tanítja Almának, amikor két gyerek egy lopott pisztollyal lövöldözni kezd. Jánost is megfenyegetik, hogy lelövik, de Alma közbelép. Takácsék bútort akarnak venni, de az túl drága. Etus elmeséli Julcsinak, hogy halt meg a férje és Ádám szülei. |             |              |               |                      |  |  |  |
| |             |              |               |                      |  |  |  |
| 6. | 24. fejezet | Bujtás János | Polgár András | 1988. március 24.    |  |  |  |
| Juli újabb hisztérikus jelenetet rendez otthon, amikor megtudja, hogy Julcsinak "udvarlója" van. Ádámnak elege lesz az asszonyból és jelentkezik egy jemeni kiküldetésre. Jutka végre elárulja Ferinek, hogy keresteti, sőt meg is találta a szüleit. Feri szégyenli magát féltékeny viselkedése miatt, de ami a megtalált szülőket illeti, nem tudja, mit gondoljon. Mindenesetre leutaznak vidékre az apjához, aki fogadja őket a házában. Takácsékat csőstül éri a baj. Előbb az újonnan vásárolt ülőgarnitúra asztalát törik össze a szállítók, majd megjelenik Zsóka, János elvált felesége, és ellentmondást nem tűrően kijelenti, addig nem távozik, míg nem találkozik Jánossal. Lenke néni erőszakkal dobja ki a nőt a lakásból. Ráadásul az erdészházban Jánost felkeresi Bakonyi, akinek a fia pisztollyal lövöldözött az erdőben és megfenyegeti Jánost, hogy tönkreteszi, ha nem ejti az ügyet. |             |              |               |                      |  |  |  |
| |             |              |               |                      |  |  |  |
| 7. | 25. fejezet | Horváth Ádám | Zimre Péter   | 1988. április 7.     |  |  |  |
| Juli és Julcsi véletlenül megtudják, hogy Ádám jemeni kiküldetésre készül, emiatt Juli taktikát változtat és pazar vacsorával várja férjét. Julcsi megsértődik, amikor barátja, Iván leszólja Etust. Alma és Dénes bácsi megpróbálják rábeszélni Jánost, pályázzon az erdészet főmérnöki állására. Amikor Alma elmegy sétálni az erdőbe, felelőtlen fiatalok miatt tűz üt ki. Jutka iskolájába ellenszenves új tornatanárnő érkezik. Este Vágásiék Feri apját és lányát várják vacsorára. Feri bevásárlás közben meglátja apósát és annak asszisztensét egy cukrászdában, de nem tulajdonít neki jelentőséget, habár azok épp közös jövőjüket tervezgetik. Feri apjáék vidékről utaznak a fővárosba, de útközben lerobban a kocsijuk így a meghívást lemondják. Jutka Lenke néni segítségével készít vacsorát a vendégeknek, de amikor azok nem jönnek, Takácsékat hívják meg vacsorára. Vacsora közben Sümeghy énekórát ad tanítványának, így Taki bácsi, Ádám és Feri együtt mennek fel az énekes lakása elé és rögtönzött népdalénekléssel elzavarják a tanítványt. |             |              |               |                      |  |  |  |
| |             |              |               |                      |  |  |  |
| 8. | 26. fejezet | Horváth Ádám | Zimre Péter   | 1988. április 21.    |  |  |  |
| Lenke néniék boltjába betörnek. Másnap a vevők rosszul viselik, hogy a bolt nem nyit ki. Lenke nénit nagyon megviseli az eset, emiatt Almának és Jánosnak el kell halasztania a lánykérést. Bakonyi elvtárs tovább keresi a lehetőséget, hogyan árthatna Jánosnak. Vágásiéknál Feri húga, Erzsi vendégeskedik, Jutka és Vilma kapcsolata az iskolában elmérgesedik. Ádám nem tudja eldönteni, menjen Jemenbe vagy ne, csak Julcsi tartja vissza. Juli és Gábor Gábor bajba kerül. Fodrászuk, Mara, aki Gábor barátnője is volt az összes pénzükkel Ausztriába szökött. |             |              |               |                      |  |  |  |
| |             |              |               |                      |  |  |  |
| 9. | 27. fejezet | Horváth Ádám | Zimre Péter   | 1988. május 5.       |  |  |  |
| Almáék Dénes bácsival közösen akarnak építkezni, ezért Taki bácsi felkeresi régi építészbarátját, de az csak drágán tudná vállalni a ház megtervezését. János és Alma bejelentkeznek házasságkötésre, augusztus 11-re tűzik ki az időpontot. Böhm bácsi kórházba kerül, ezért Lenke néni veszi át a ház ügyeinek intézését. Vágási Feri vendégül látja apját és elhatározzák, hogy közösen fogják felkeresni Vágási Margitot. Jutka kibékül Vilmával, miután kiderül,hogy annak családi gondjai vannak, majd este rajtakapja apját, ahogy az csókkal búcsúzik az asszisztensétől. Ádám főnöke aláírta a jemeni kiküldetés papírjait, de a doktor még mindig nem tudott dönteni. Gábor Gábor új üzletbe vág, és új fodrászlány kerül a szalonba, Gitta, aki Ádám kollégájának volt felesége. |             |              |               |                      |  |  |  |
| |             |              |               |                      |  |  |  |
| 10. | 28. fejezet | Horváth Ádám | Polgár András | 1988. május 19.      |  |  |  |
| Jutka megszervezi, hogy az iskola nyári tábort indítson apósa vidéki tanyáján. Miután este anyjával hármasban megünneplik Jutka születésnapját, Feri és Jutka megbeszélik, hogy mindketten tudják, hogy Jutka apja félrelép az asszisztensével. Böhm még mindig kórházban van, de Lenke néni átveszi a ház ügyeinek intézését és igen jól csinálja, Böhm emiatt feleslegesnek érzi magát. Taki bácsi és Alma megbeszélést folytatnak az építésszel, aki azonban baráti áron is milliókat számolna fel az épülő házért, míg Almáéknak legfeljebb néhány százezer forintjuk van. Bakonyi eléri, hogy Jánost ne vegyék számításba a főmérnöki álláson, de cserébe fizetésemelést ajánlanak neki. Ádám még mindig nem tudja, hogyan döntsön a kiküldetéssel kapcsolatban, de nem igen lát más megoldást a temérdek adósság miatt. |             |              |               |                      |  |  |  |
| |             |              |               |                      |  |  |  |
| 11. | 29. fejezet | Bujtás János | Polgár András | 1988. június 2.      |  |  |  |
| Julcsit megharapja egy elszabadult kutya, emiatt veszettség elleni oltást kell kapnia. Ádám még mindig hezitál a kiküldetés miatt. Juli rájön: gyereket vár, de egyelőre még titokban tartja a hírt. Ferit nem engedik el a munkahelyén szabadságra, ezért megpróbálja lebeszélni Jutkát a nyári táborozásról. Jutka apja kórházba kerül, a hírt Mariann viszi meg Vágásiéknak. Lenke néninek új főnöke lesz, akivel az első napon összevesznek, és Lenke néni felmond. Taki bácsi nem tudja, hogyan mondja meg az építésznek, hogy túl drága a ház, amit Almáéknak tervezett. Almát meglátogatja Zsóka, János volt felesége és átadva a teljes szerelmi levelezésüket olvasásra kijelenti, hogy mindenképpen visszaszerzi az erdészt. |             |              |               |                      |  |  |  |
| |             |              |               |                      |  |  |  |
| 12. | 30. fejezet | Horváth Ádám | Polgár András | 1988. június 16.     |  |  |  |
| Feri és apja meglátogatják Feri anyját, aki azonban nem nagyon ismeri fel régi szerelmét. Jutka elviszi táborozni a gyerekeket, de a sok takarításhoz nem mindenkinek van kedve. Jánosnak megmondja a főnöke: soha nem is volt esélye a főmérnöki állás elnyerésére. Juli és Ádám vendégségbe mennek, de másnak kiderül, hogy vendéglátójuk gyereke rubeolás. Juli aggódik, mert ez árthat a születendő gyerekének. Másnap Ádámot egy betege több ezer dollár ellopásával vádol meg, amit az orvos úgy „ünnepel”, hogy berúg. Böhm le szeretne mondani gondnoki tisztéről, de a lakógyűlésen Sümeghyn kívül egy lakó sem jelenik meg. |             |              |               |                      |  |  |  |
| |             |              |               |                      |  |  |  |
| 13. | 31. fejezet | Horváth Ádám | Zimre Péter   | 1988. június 30.     |  |  |  |
| Jutka és Béla bácsi leviszik vidékre a gyerekeket a tanyára táborba. Sümeghynek és Taki bácsinak egyaránt kimegy a dereka, amikor megpróbálnak egy csomagot felvinni az emeletre. Taki bácsi orvoshoz megy, aki gyógyfürdőt ajánl neki, de az nyugdíjasnak megfizethetetlen. Az építész segédje 100 000 ft-ot kér anyagra, ezért János meglátogatja volt feleségét, hogy az adja meg a bíróság által is megítélt tartozását. Az asszony nem akar fizetni, ezért János ügyvéddel fenyegeti meg a nőt. Julcsinak születésnapja van. Juli az ünnepléskor majdnem elárulná, hogy gyereket vár, amikor kiderül, elfogadták Ádám pályázatát, szeptemberben utaznia kell Jemenbe. |             |              |               |                      |  |  |  |
| |             |              |               |                      |  |  |  |
| 14. | 32. fejezet | Horváth Ádám | Zimre Péter   | 1988. július 14.     |  |  |  |
| Jutka és az iskolai tábor napjai eseménydúsan telnek. A gyerekek majdnem felgyújtják a tanyát, majd háborús gránátot találnak az erdőben. Feri anyját kórházba szállítják, emiatt Ferinek vidékre kell utaznia, de nem tudja, mit tegyen az asszonnyal. Ádám egy nőgyógyász kollégája elejtett megjegyzéséből rájön, hogy Juli gyereket vár. Takácsék a szakszervezeti beutalóval nyaralni készülnek, de Lenke nénit tárgyalásra hívják egy bolti ügyben, Almáék értesítést kapnak, hogy a telkük építési tilalom alá esik, emiatt Taki bácsinak fel kell keresnie az építészt. Az építész segédje közben nem hozza az ígért anyagot az építkezéshez. János úgy dönt, ügyvédet küld volt feleségéhez, hogy behajtsa rajta a tartozását. |             |              |               |                      |  |  |  |
| |             |              |               |                      |  |  |  |
| 15. | 33. fejezet | Horváth Ádám | Zimre Péter   | 1988. július 28.     |  |  |  |
| Takácsék hazaérkeznek hévízi nyaralásukból, Lenke néni Alma menyasszonyi ruháját varrja, Taki bácsi megkeresi Farkast, az építész segédjét, hogy visszaszerezze tőle a pénzét, de Farkas nem tud fizetni. Jutkáék hazaérkeznek a táborból. Vilma nem jön a gyerekeiért, ezért a gyerekeket Jutka hazaviszi. Az egyiket a telepen biciklizés közben elüti egy autó. A megérkező Vilma Jutkát teszi felelőssé az esetért. Ádámot elkezdik beoltani a jemeni betegségek ellen. Juliék szalonjában nincs forgalom, de újra jelentkezik Mara azzal a hírrel, hogy valóban gyereket vár, de meg van a pénz, amit elvitt és hajlandó visszamenni Gáborhoz. Etus elmeséli Julcsinak, hogy kistestvére születik. |             |              |               |                      |  |  |  |
| |             |              |               |                      |  |  |  |
| 16. | 34. fejezet | Horváth Ádám | Polgár András | 1988. augusztus 11.  |  |  |  |
| Vilma elnézést kér Jutkától a vádaskodás miatt, de a nyaralási pénzt még mindig nem adja oda neki. Ferit szakszervezeti titkárnak akarják kinevezni a munkahelyén, de ő visszautasítja az ajánlatot. Ádám lemondja a jemeni utat, miután Juli rosszul lesz és több napot ágyban kell töltenie. Az sem tántorítja vissza, hogy valószínűleg az utazás és az előkészületek minden költségét meg kell térítenie. Julcsi rájön, Iván hazudott neki és új barátnőt talált. Takácsék Alma esküvőjére készülnek, Almára pont jó a ruha, amit Lenke néni varrt. Az szertartásra induláskor kapják a hírt: Alma szülei azért nem érkeztek még meg, mert halálos autóbalesetet szenvedtek. |             |              |               |                      |  |  |  |
| |             |              |               |                      |  |  |  |
| 17. | 35. fejezet | Bujtás János | Polgár András | 1988. augusztus 25.  |  |  |  |
| Takácsék még mindig lányukat gyászolják, Alma tér magához a legnehezebben. Ráadásul este kimegy Jánoshoz az erdészházba, ahol ott találja kettesben a férfit és annak volt feleségét, aki a tartozását jött megadni. Alma félreérti a helyzetet, és elrohan. Taki bácsi ajánlatot kap Szedlák barátjától, hogy kezdjenek közös taxizásba, Lenke néni pedig ismét kacérkodni kezd a bolti munkával. Feri minden pénzét otthagyja anyjánál vidéken, hogy segítsen az asszonyon. Jutka, tanártársai és pár szülő Etussal együtt az iskolát festik ki, majd Jutka megpróbálja rávenni apját, szakítson Mariannal. Az apja kikéri magának, hogy a lánya beleszóljon az életébe. Ádám még mindig nem árulta el otthon, hogy mégsem utazik Jemenbe. Gábor Gábornak megszületett a fia. |             |              |               |                      |  |  |  |
| |             |              |               |                      |  |  |  |
| 18. | 36. fejezet | Horváth Ádám | Polgár András | 1988. szeptember 8.  |  |  |  |
| Alma megérkezik Drezdából, apja temetéséről, de János nem várja a reptéren. Alma nagyon mérges, de nem tudja, hogy János azért marad távol, mert az új főmérnök feljelentette. Közben baleset történik az erdőben, amihez Ádám érkezik, de útközben a mentő is balesetet szenved, Ádám megsérül. Virág doktor megígéri Etusnak, hogy kideríti, valóban ki kell-e fizetnie Ádámnak az elmaradt jemeni út költségeit, ami nagy terhet róna a családra. Feri úgy dönt, megnéz egy kis maszek nyomdát, mivel az állami nyomdában egyre rosszabb az alapanyag-ellátás, nincs munka. A pénzre pedig szükségük van, mivel épp most adják meg tartozásuk jelentős részét Jutka apjának. Jutka kétségbe van esve, mert az iskolában semmire sincs pénz, még Béla bácsi fizetésére se. |             |              |               |                      |  |  |  |
| |             |              |               |                      |  |  |  |
| 19. | 37. fejezet | Bujtás János | Zimre Péter   | 1988. szeptember 22. |  |  |  |
| Taki bácsi egy erdélyi menekült asszony fuvaroz taxiján a városban, de a nő történetét meghallgatva nem fogad el tőle pénzt. Sümeghy külföldi rokonát várja látogatóba, és Lenke nénit kéri meg, hogy főzzön és takarítson a lányra. Az ajánlatot Lenke néni felháborodottan utasítja vissza. Alma és János, bár látszólag kibékültek, még sincsenek jóban, ráadásul Deziré is felbukkan. Ádám jó hírt kap: mégsem kell kifizetnie a lemondott jemeni kiküldetés semmilyen költségét sem. Jutkával közli az anyja, hogy az apja elköltözött, de nem bánja, és már azt tervezgeti, hogy eladja a házukat. Munkából jövet Feri megakadályozza, hogy két huligán kirabolja Almát, cserébe jól megverik. |             |              |               |                      |  |  |  |
| |             |              |               |                      |  |  |  |
| 20. | 38. fejezet | Horváth Ádám | Zimre Péter   | 1988. október 6.     |  |  |  |
| Julcsit pedagógiai nevelésben részesíti Etus, amikor a lány nem akar a terhes anyjának segíteni a házimunkában. Ádámot megpróbálja lefizetni egy férfi, hogy mondja azt, hogy az általa ápolt néni a mentőkocsiban halt meg és nem a lakásában. Juliék szalonjában megjelenik két adóellenőr. Taki bácsit baráti szívességként megkéri Kolonits, hogy fuvarozza le őt és vendégeit egy vidéki csárdába. Taki bácsi azt hiszi, vacsorára is meghívják, de meglepve tapasztalja, hogy erre nem is számíthat. Alma és János a kibékülés útjára léptek, közös utónyaralást tervezgetnek. Jutka apja megjelenik a lakásukon és közli a lányával, hogy őt soha többet nem fogja látni, mivel szerinte ő vagy Feri árulta be őt a feleségénél. Sümeghyhez megérkezik Valerie, az amerikai unokahúg. |             |              |               |                      |  |  |  |
| |             |              |               |                      |  |  |  |
| 21. | 39. fejezet | Horváth Ádám | Zimre Péter   | 1988. október 20.    |  |  |  |
| Alma megtudja az ügyvédjétől, hogy fél millió forintot örökölt a szüleitől. Jánossal elutaznak egy 10 napos pihenésre, ám a szállodában feltűnik Zsóka, János volt felesége. Taki bácsi Sümeghy unokahúgát fuvarozza taxiján a városban, aki magával vitte a lakáskulcsot, ezért Sümeghy kénytelen az egész napot a lépcsőházban tölteni, a lányra várva. Ádámot kihallgatják az otthonában gyanús körülmények között meghalt beteg ügyében. Juli már teljesen a szülésre készül, tervezgeti a GYES-t, ami Gábor Gábornak nem tetszik. Feri úgy dönt, elvállal egy másodállást egy kis maszek nyomdában. Jutka ideges, mert sehogy nem jön ki Vilmával az iskolában, és az apja továbbra sem vesz tudomást róla. Az apjának viszont egyre kevésbé tetszik, hogy alkalmazkodnia kell Mariann és a gyereke életviteléhez. |             |              |               |                      |  |  |  |
| |             |              |               |                      |  |  |  |
| 22. | 40. fejezet | Horváth Ádám | Polgár András | 1988. november 3.    |  |  |  |
| Jutkáék örülnek, hogy végre sikerült túladniuk azon a komódon, amit Janka néni sózott rájuk. Egy szülő azonban feljelenti Jutkát, mert az mást tanít a gyerekeknek a Horthy- és a Rákosi-korszakról, mint ami a tankönyvben áll. Emiatt Béla bácsi rosszul lesz, Jutka és Julcsi gondoskodik róla, hogy az idős tanárnak otthon meglegyen mindene, míg lábadozik. Feri anyja eltűnik, az újságból tudja meg a hírt. Alma és János kibékültek, de János fegyelmit kapott, mert ellent mondott a főmérnökének, akit ő nem tart tehetséges szakembernek. Ádám műtéti gyakorlaton van, ezért késve tudja meg, hogy Julinál megindult a szülés. |             |              |               |                      |  |  |  |
| |             |              |               |                      |  |  |  |
| 23. | 41. fejezet | Bujtás János | Polgár András | 1988. november 17.   |  |  |  |
| A rendőrség megtalálja Feri anyját. Este Ferit majdnem elüti egy autó, melyben Alma korábbi támadói ülnek. Feri megjegyzi a rendszámot, nem is sejtve, hogy azok pár perccel korábban leszerelték Taki bácsi autójáról mind a négy kereket. Jutka iskolájába be szeretnének íratni egy kerekesszékes kislányt. Hável igazgató ellenzi, Béla bácsi és Vilma azonban pártolják az ötletet, nem beszélve Jutkáról, aki magára vállalja a kislány istápolását. Ádáméknál végre megszületik a várva várt kisbaba. A házban két vállalkozó is ki akarja bérelni a közös helyiséget, az egyik sütödét, a másik kötödét akar nyitni, de a lakók nem igazán pártolják egyik ötletet sem. |             |              |               |                      |  |  |  |
| |             |              |               |                      |  |  |  |
| 24. | 42. fejezet | Horváth Ádám | Polgár András | 1988. december 1.    |  |  |  |
| Ferit másodállásában egy kolléganője megpróbálja elcsábítani. Jutkáéknál beázik az iskola, de a hivatal semmit nem tud és nem is akar tenni. Este megjelenik Jutka apja, és azt kéri, had aludjon a lányáéknál, mert Mariann-nál kibírhatatlan az élet. Jánost ismét fegyelmivel fenyegetik, mivel újra ellentmond főnökének, akit dilettánsnak tart. De egyáltalán nem bánja, mert végre igazán kibékültek Almával, és elhatározzák, titokban házasodnak össze, hogy ne okozzanak anyagi gondot egy esküvővel Takácséknak. Julit hazaengedik a kórházból kislányával, Flórával. |             |              |               |                      |  |  |  |
| |             |              |               |                      |  |  |  |
| 25. | 43. fejezet | Horváth Ádám | Polgár András | 1988. december 15.   |  |  |  |
| Etust nagy nehezen ráveszik, menjen el vizsgálatra az állandó köhögése miatt, de a vizsgálatot meg kellene ismételni, és erre Etus már nem hajlandó. Flóra egész éjszaka sír és ez kiborítja Sümeghyt, aki cipővel veri a fűtőtestet. Böhm bácsit egy lánclevél tartja lázban, fél, hogy ha nem küldi tovább, akkor meghal. Jutkáéknál megjelenik Mariann, hogy rávegye Jutkát, tegyen valamit annak érdekében, hogy Jutka apja hazamehessen, de Jutka nem akar beleszólni a szülei dolgába. Amíg ők beszélgetnek, Ferit megverik az utcán és kórházba kerül. Taki bácsit Farkas megpróbálja beszervezni egy csomagküldő szolgáltba futárnak, de ő nem áll kötélnek. A megbeszélés közben azonban belefut az elegánsan öltözött Jánosba és Almába, akik Magdival és Dénes bácsival szemmel láthatóan ünnepelnek valamit, így Taki bácsi rájön, titokban összeházasodtak. Csak az a kérdés, hogyan mondják meg Lenke néninek? |             |              |               |                      |  |  |  |
| |             |              |               |                      |  |  |  |
| 26. | 44. fejezet | Horváth Ádám | Polgár András | 1988. december 29.   |  |  |  |
| Alma és János nászútra indulnak egy vadászházba. Taki bácsit megfenyegetik a ferihegyi taxishiénák, nem engedik, hogy ő is ott várjon utasra. Ferit hazaengedik a kórházból, otthon kellemetlen meglepetés várja: anyját felküldték hozzá vidékről, mert az asszonynak se pénze, se tüzelője. Julcsinak megengedik a szülei, hogy előszilveszteri bulit rendezzen a barátainak, ahol Etus és Virág doktor vigyáznak rájuk és Flórára, amíg Ádámék szilveszterezni mennek. Azonban Ádám mentőskollégája rossz hírrel várja őket: a buliban ott van Karakas Ágnes is, aki közben menyasszony lett, ezért Ádámék inkább visszafordulnak és csatlakoznak Julcsi bulijához. |             |              |               |                      |  |  |  |

## Forrás
- Szomszédok az Internet Movie Database oldalon (angolul)
- A sorozat epizódjai